# Ducati 916
Ducati 916 je motocykl kategorie superbike, vyvinutý firmou Ducati, vyráběný v letech 1994–1998. Tento motocykl je historicky nejúspěšnějším motocyklem světového šampionátu produkčních sportovních motocyklů Mistrovství světa superbiků. Předchůdcem byl typ Ducati 888, nástupcem se stal model Ducati 996.

## Motor

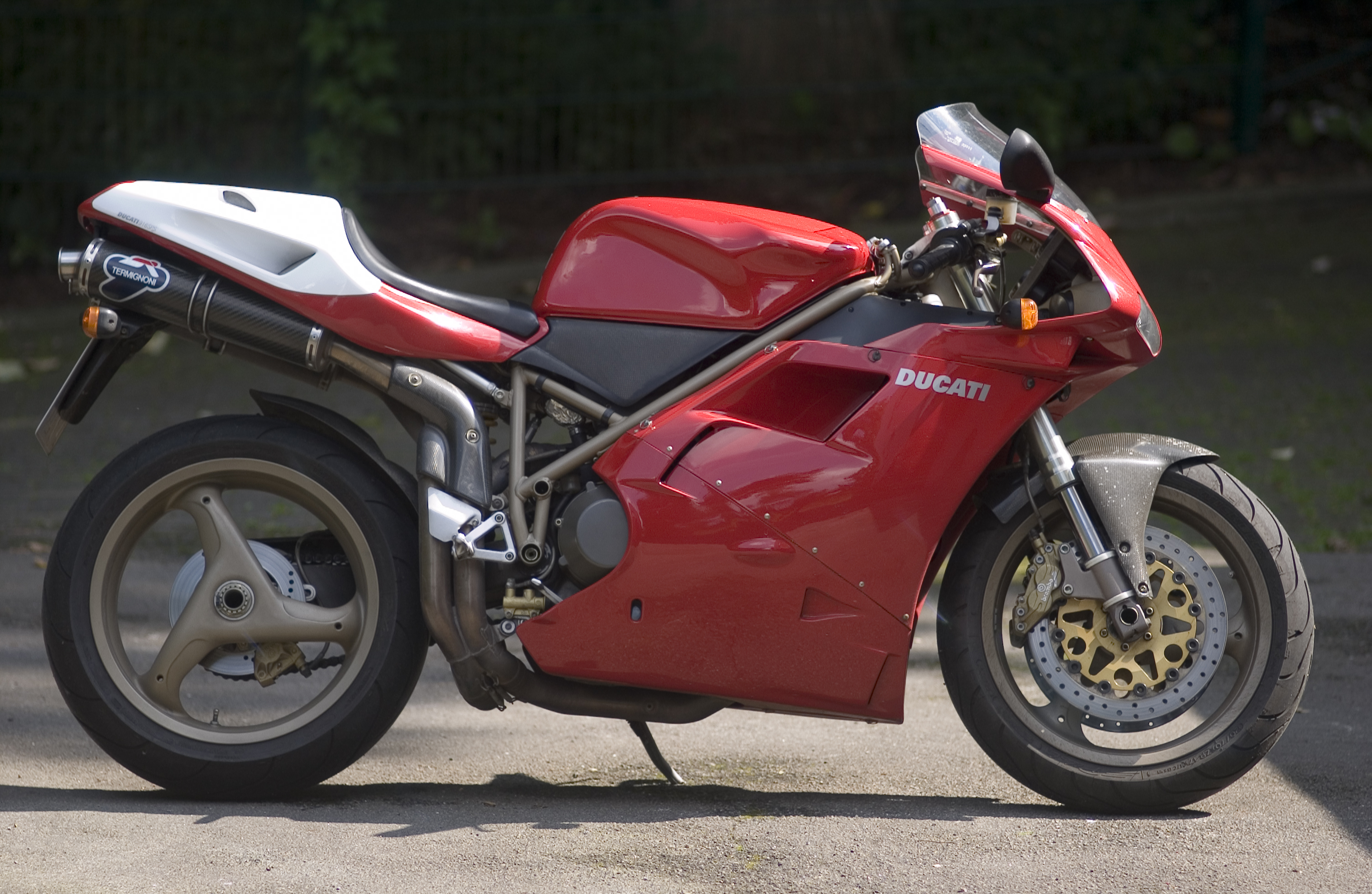
Ducati 916SPS

Pohonnou jednotkou je pro Ducati typický dvouválec s osami válců svírajícími úhel 90 stupňů a objemem 916 cm³ (vrtání x zdvih je 94 × 66 mm), který má čtyři ventily na válec a desmodromický rozvod.

## Technické parametry
- Rám: příhradový z ocelových trubek
- Suchá hmotnost: 194,5 kg
- Pohotovostní hmotnost:
- Maximální rychlost: 257 km/h
- Spotřeba paliva: